# Вилхелм II фон Зайн-Витгенщайн
Вижте пояснителната страница за други личности с името Вилхелм II.
Влхелм II (III) фон Зайн-Витгенщайн-Хахенбург (на немски: Wilhelm II von Sayn-Wittgenstein-Hachenburg; * 14 март 1569; † 29 октомври 1623) е граф на Зайн-Витгенщайн-Хахенбург.
Той е син на граф Лудвиг I фон Зайн-Витгенщайн (1532 – 1605) и втората му съпруга Елизабет фон Золмс-Лаубах (1549 – 1599), дъщеря на граф Фридрих Магнус фон Золмс-Лаубах (1521 – 1561) и Агнес фон Вид (* ок. 1505 – 1588), дъщеря на граф Йохан III фон Вид и Елизабет фон Насау-Диленбург. По-голям брат е на граф Лудвиг II фон Зайн-Витгенщайн-Витгенщайн (1571 – 1634), на Юлиана (1583 – 1627), Амалия (1585 – 1633) и Катарина (1588 – 1651). По-малък полубрат е на Георг II фон Зайн-Витгенщайн-Берлебург (1565 – 1631).
Той умира на 29 октомври 1623 г. на 54 години. 

## Фамилия
Влхелм II се жени на 1 юни 1591 г. за графиня Анна Елизабет фон Зайн (* 1 февруари 1572; † 11 март 1608), дъщеря на граф Херман фон Зайн (1543 – 1588) и съпругата му графиня Елизабет фон Ербах (1542 – 1598). Те имат децата:
- Ернст (1594 – 1632), граф на Зайн-Витгенщайн-Сайн, женен на 19 януари 1624 г.за графиня Луиза Юлиана фон Ербах (1603 – 1670), дъщеря на граф Георг III фон Ербах (1548 – 1605)
- Йоханета (1604 – 1666), омъжена на 29 май 1624 г. за граф Лудвиг I фон Ербах (1579 – 1643)

Влхелм II се жени втори път на 18 ноември 1609 г. във Вайлбург за графиня Анна Отилия фон Насау-Вайлбург-Саарбрюкен (* 26 януари 1582; † 10 септември 1635), дъщеря на граф Албрехт фон Насау-Вайлбург (1537 – 1593) и графиня Анна фон Насау-Диленбург (1541 – 1616). Те имат децата:
- Анна Мария (1610 – 1656), омъжена на 22 февруари 1634 г. за граф Ернст Казимир фон Насау-Вайлбург (1607 – 1655)
- Вилхелм Филип (1613 – 1662)
- Юлиана Елизабет (1616 – 1627)
- Лудвиг Алберт (1617 – 1664), граф фон Сайн-Витгенщайн-Ноймаген, за графиня Йоханета Мария фон Вид (1615 – 1715), дъщеря на граф Херман II фон Вид-Нойвид (1580 – 1631)
- Елизабет Катарина
- Анна Мария Отилия
- Кристиан (1621 – 1675), женен на 25 декември 1646 г. за графиня Анна Амалия фон Насау-Диленбург (1616 – 1649) и на 25 февруари 1651 г. за графиня Филипина фон Изенбург-Бюдинген-Бирщайн (1618 – 1655)